# Podgaj (osada leśna w powiecie średzkim)
Podgaj – osada leśna w Polsce położona w województwie wielkopolskim, w powiecie średzkim, w gminie Środa Wielkopolska.
W latach 1975–1998 miejscowość administracyjnie należała do województwa poznańskiego.